# Banu Harún
Banu Harún (en árabe, ﺑﻨﻮ هارون), fue una importante familia muladí, la de los cadíes de la ciudad de Faro. Sus dominios se hallaban en el oriente del Algarve en el siglo XI, período de su mayor protagonismo político, cuando la parte occidental de esta región pertenecía a la Taifa de Santa María del Algarve desde c. 1016, de cuyos señores eran descendientes, hasta que la misma fue anexionada por la Taifa de Sevilla en 1051. Descendían de Harún.
Tras rendirse pacíficamente a los conquistadores musulmanes, su posición y sus bienes fueron respetados. Sus descendientes quedarán como una familia de la élite regional, conservando su caidaría hasta la conquista del Reino del Algarve por el Reino de Portugal en 1249. La familia Banu Harún permaneció en sus posesiones del Algarve al menos hasta el Edicto de Expulsión de 6 de diciembre de 1496, desconociéndose si se convirtió al cristianismo o emigró al Norte de África.
Un miembro de esta familia, Madragana Ben Aloandro, hija de Aloandro Ben Bekar o Ben Bakr, fue compañera de Alfonso III de Portugal, con el que tuvo un hijo y una hija. El hijo fue nombrado en 1302 por su hermanastro Dionisio I de Portugal, cadí de los Moros de Faro.